# Glia prolifera
Glia prolifera är en flockblommig växtart som först beskrevs av Nicolaas Laurens Nicolaus Laurent Burman, och fick sitt nu gällande namn av Brian Laurence Burtt. Glia prolifera ingår i släktet Glia och familjen flockblommiga växter. Inga underarter finns listade i Catalogue of Life.